# Clitocybe dealbata
Clitocybe dealbata (Sowerby) Gillet, 1874 è un fungo velenoso basidiomicete saprofita dell'ordine Clitocybe, a sua volta appartenente alla famiglia delle Tricholomataceae. È volgarmente detto falso prugnolo per via della sua somiglianza con Clitopilus prunulus ("prugnolo"), fungo commestibile.

## Descrizione
È un piccolo fungo biancastro o bianco crema (avente lievi sfumature ocracee), con un cappello di 2-4 cm di diametro di forma appiattita o depressa al centro, con lamelle fitte, da adnate a decorrenti sul gambo; quest'ultimo è alto 2-4 cm, largo 0,5-1 cm, è di consistenza fibrosa ed è in genere ricurvo. La sporata del fungo è bianca. C. dealbata non possiede un sapore caratteristico, ma emana un lieve odore sgradevole, vagamente simile a quello della farina.

## Distribuzione e habitat
Diffuso soprattutto in Europa e America settentrionale, C. dealbata cresce su terreni erbosi tra l'estate a l'autunno (occasionalmente anche in primavera). Tende a fruttificare a grandi gruppi, talvolta costituendo cerchi delle streghe. Crescendo spesso in parchi e giardini frequentati abitualmente da bambini e da animali domestici, la frequenza degli avvelenamenti è relativamente alta.

## Commestibilità
Il fungo è velenoso; il composto tossico presente in quantità più dannose in C. dealbata è la muscarina, che provoca un quadro di segni e sintomi neurologici simili a quelli dell'intossicazione da gas nervino: si osservano scialorrea, sudorazione abbondante, lacrimazione spontanea entro 15-30 minuti dall'ingestione del fungo. Se C. dealbata è consumato in dosi massicce, possono emergere altri sintomi, come dolori addominali, forte nausea, diarrea, visione sfocata, dispnea anche grave. Malgrado in genere l'intossicazione si risolva spontaneamente nell'arco di poche ore, talvolta possono insorgere aritmie o difficoltà respiratorie tali da portare alla morte, anche se si tratta di un'evenienza rara. Esistono antidoti per la muscarina, ossia gli inibitori recettoriali di M1 (recettore muscarinico), in particolare la scopolamina e la difenidramina.

## Specie simili
Oltre ad essere facilmente confondibile con il prugnolo (Clitopilus prunulus), C. dealbata può essere confuso con il "gambesecche" (Marasmius oreades), ma anche con una specie altrettanto velenosa come Clitocybe rivulosa.